# Politika u 1966.
◄◄ | ◄ | 1963. | 1964. | 1965. | 1966.  | 1967. | 1968. | 1969. | ► | ►►
Arhitektura • Astronautika • Astronomija • Biologija • Film • Fotografija • Glazba • Kazalište • Kemija • Kiparstvo • Knjige • Književnost • Kršćanstvo • Meteorologija • Medicina • Planinarstvo • Politika • Pravo • Promet • Slikarstvo • Strip • Šport • Televizija • Znanost • Zrakoplovstvo • Željeznički promet
Politika u 1966.

## Hrvatska i u Hrvata

### Rođenja
- 30. listopada − u Zagrebu je rođen Zoran Milanović, deseti predsjednik Vlade Republike Hrvatske i peti predsjednik Republike Hrvatske.

## Vanjske poveznice
|  | Zajednički poslužitelj ima još gradiva o temi Politika u 1966. |